# Viogor (montagne)
Pour les articles homonymes, voir Viogor.
Le mont Viogor (en serbe cyrillique : Виогор) est un sommet des monts Zlatibor, un massif situé dans la région de Stari Vlah au sud-ouest de la Serbie. Il s'élève à une altitude de 1 281 m.
Le mont Viogor est également connu sous le nom de Mali Viogor, le « petit Viogor ». Il est situé à proximité des villages de Mokra Gora et de Kremna, au nord du massif de Zlatibor.